# Журавлівка (Калінінградська область)
Журавлівка (рос. Журавлёвка) — селище Полєського району, Калінінградської області Росії. Входить до складу Тургенєвського сільського поселення.
Населення —  150 осіб (2015 рік). 

## Населення
| 2002 | 2010 |
| ---- | ---- |
| 105  | ↗150 |